# Rosebud Creek (Stillwater River)
Der Rosebud Creek ist ein 6,5 km langer rechter Nebenfluss des Stillwater River im zentralen Süden des US-Bundesstaates Montana.

## Flusslauf
Der Rosebud Creek entsteht am Zusammenfluss seiner beiden Quellflüsse, West Rosebud Creek und East Rosebud Creek, 4 km südlich von Absarokee. Er fließt in nördlicher Richtung westlich an Absarokee vorbei und mündet nach insgesamt 6,5 km in den von Westen kommenden Stillwater River, einen rechten Nebenfluss des Yellowstone River.
Der West Rosebud Creek entspringt an der Nordflanke des Iceberg Peak in den Beartooth Mountains in 3140 m Höhe. Er fließt in überwiegend nordöstlicher Richtung durch das Gebirge und trifft nach etwa 58 km auf den East Rosebud Creek. Am Oberlauf des West Rosebud Creek befinden sich die Bergseen Island Lake und Mystic Lake.
Der East Rosebud Creek hat seinen Ursprung in dem 3014 m hoch gelegenen Bergsee Fossil Lake. Er fließt in überwiegend nordnordöstlicher Richtung durch die Beartooth Mountains, passiert dabei mehrere Bergseen, darunter Denny Lake, Twin Outlets Lake, Rainbow Lake und East Rosebud Lake, bevor er nach etwa 58 km auf den von Westen kommenden West Rosebud Creek trifft.
Die Oberläufe beider Quellflüsse liegen im Park County sowie in der Absaroka-Beartooth Wilderness im Custer National Forest. Die Unterläufe der Quellflüsse sowie der Rosebud Creek befinden sich im Stillwater County.

## Hydrologie
Der Rosebud Creek entwässert ein Areal von 1040 km². Der mittlere Abfluss am Pegel 6 km oberhalb der Mündung beträgt 11,5 m³/s. Am meisten Wasser führt der Fluss im Juni mit 34 m³/s im Monatsmittel.